# Beroepskeuzetest
Een beroepskeuzetest is een test waarin bepaald wordt waar de interesses van een leerling liggen op het gebied van werken.
Bij veel van deze testen moet aangegeven worden in welke mate een leerling geïnteresseerd is in een bepaalde beroepsgroep of manier van werken, bijvoorbeeld werken met computers of werken met kinderen. Een aantal beroepskeuzetesten zijn te vinden op het internet. Soms wordt de proefpersoon gevraagd een voorkeur aan te duiden bij twee activiteiten, voor laaggeschoolden laat men soms kiezen tussen twee foto's.